# Хачинсон (Минесота)
Хачинсон (енгл. Hutchinson) град је у америчкој савезној држави Минесота.

## Демографија
По попису из 2010. године број становника је 14.178, што је 1.098 (8,4%) становника више него 2000. године.
| Група             | 2000.          | 2010.          |
| Белци             | 12.499 (95,6%) | 13.167 (92,9%) |
| Афроамериканци    | 47 (0,4%)      | 127 (0,9%)     |
| Азијати           | 120 (0,9%)     | 151 (1,1%)     |
| Хиспаноамериканци | 278 (2,1%)     | 534 (3,8%)     |
| Укупно            | 13.080         | 14.178         |